# Thập tự chinh thứ nhất
Thập tự chinh Thứ nhất (1095 - 1099) là cuộc Thập tự chinh đầu tiên, được phát động vào năm 1095 bởi Giáo hoàng Urban II với mục đích chiếm lại những vùng đất đã mất, trong đó có Đất Thánh Jerusalem, từ những người Hồi giáo, đem lại tự do cho người Kitô giáo Đông Âu thoát khỏi sự thống trị của Hồi giáo. Khởi đầu tại Hội đồng Clermont từ một lời kêu gọi tới tầng lớp hiệp sĩ Pháp đem quân đi viện trợ Đế quốc Byzantine, nơi mà Hoàng đế vừa mất một phần lớn lãnh địa vùng Tiểu Á vào tay nhà Seljuk, cuộc thập tự chinh này đã nhanh chóng trở thành một cuộc nhập cư và xâm chiếm lãnh thổ quy mô lớn ra ngoài Châu Âu. Cuộc hành quân bao gồm phần lớn các binh sĩ Frank và được biết đến với tên gọi Cuộc viễn chinh của các Lãnh Chúa (tiếng Anh: Princes' Crusade), đã thành công không những trong việc chiếm đoạt lại Tiểu Á mà còn cả sự chinh phục vùng Đất Thánh vào tháng 7 năm 1099, nơi mà đã rơi vào tay người Hồi giáo từ những năm thuộc thế kỷ thứ 7, và thành lập nên Vương quốc Jerusalem. Sự kiện này trở thành một dấu mốc quan trọng trong sự mở rộng quyền lực của phương Tây và cũng là cuộc Thập tự chinh duy nhất chiếm được Jerusalem.
Căn nguyên của cuộc viễn quân này bắt nguồn từ lời thỉnh cầu viện trợ quân đội từ Hoàng đế Byzantine Alexios I Komnenos. Đó là lý do mà Giáo hoàng Urban đã triệu tập Hội đồng Clermont để đề xuất chiến tranh nhằm vào những thành phố đã bị xâm chiếm như Nicaea hay Antioch. Một vài ghi chép lịch sử sau năm 1100 cho rằng, theo lời kể của nhân chứng, bài thuyết giảng của Giáo hoàng Urban tại Clermont thực chất muốn ám chỉ thêm mục đích khác, đó là việc đòi lại Jerusalem và Đất Thánh.
Trong suốt cuộc Thập tự chinh, các hiệp sĩ và những người nông dân từ nhiều quốc gia Tây Âu hành quân trên đất liền và bằng đường biển, đầu tiên họ đến Constantinopolis và sau đó tiến tới hướng Jerusalem. Nông dân và hiệp sĩ tiến hành các đợt hành quân riêng; so với các đạo quân hiệp sĩ, những người nông dân tham gia tiến quân đông hơn rất nhiều. Tuy nhiên vì người dân không được đào tạo bài bản trong chiến đấu, quân đội của họ đã không đạt được mục đích mà bị đánh dập vào tháng 10 năm 1096. Họ được biết đến với cái tên Cuộc viễn chinh của Nhân dân (tiếng Anh: People's Crusade). Cuộc viễn chinh của các Lãnh Chúa, một chiến dịch quân sự có tổ chức và quy củ, bắt đầu hành quân vào mùa hè năm 1096 và tới Constantinople trong khoảng từ tháng 11 năm 1096 tới tháng 4 năm 1097. Tiếp đó họ hành quân tới Tiểu Á, chiếm lấy Nicaea vào tháng 6 năm 1097 và Antioch vào tháng 6 năm 1098. Thập tự quân đến Jerusalem vào tháng 6 năm 1099, họ đã phát động một cuộc tấn công vào thành phố, tàn sát quân phòng ngự nơi đây và chiếm giữ nó thành công vào ngày 7 tháng 7 năm 1099.
Trong suốt quá trình, Thập tự quân đã thành lập các thành bang độc lập bao gồm Vương quốc Jerusalem, Lãnh địa Bá tước Tripoli, Lãnh địa Thân vương quốc Antioch và Lãnh địa Bá tước Edessa. Điều này trái ngược với mong muốn ban đầu của Đế quốc Byzantine. Hoàng đế muốn lấy lại được các lãnh địa đã mất này, chứ không phải là trao chúng cho người Công giáo Latin để thành lập vùng tự trị. Do vậy, bản chất của cuộc Thập tự chinh đầu tiên này là phòng thủ hay tấn công vẫn còn gây tranh cãi.
Cuộc Thập tự chinh đầu tiên là một phần trong các sự kiện phản ứng của Kitô giáo với các cuộc chinh phục của người Hồi giáo, tiếp sau đó là cuộc Thập tự chinh thứ hai cho đến cuộc Thập tự chinh thứ chín, nhưng các cuộc Thập tự chinh khác vẫn nổ ra trong ít nhất hơn 200 năm sau. Nó cũng là bước tiến lớn đầu tiên để mở cửa trở lại thương mại quốc tế ở phương Tây kể từ sự sụp đổ của Đế quốc Tây La Mã.

## Hoàn cảnh lịch sử
Nguyên nhân nổ ra các cuộc Thập tự chinh nói chung vẫn đang được tranh luận bởi nhiều nghiên cứu lịch sử, trong đó có bao gồm cuộc Thập tự chinh thứ nhất. Sự kiện này xảy ra là kết quả của một loạt những nguyên nhân bối cảnh ở cả châu Âu và vùng Cận Đông, cụ thể là tình hình chính trị và xã hội ở các vương quốc Công giáo vào thế kỷ 11, sự nổi dậy của phong trào cải cách chế độ Giáo hoàng, và sự đối đầu về quân sự và tôn giáo giữa Cơ Đốc giáo và Hồi giáo ở phía Đông.
Cơ Đốc giáo thời hậu kỳ cổ đại đã được lan truyền và tiếp nhận rộng rãi trên khắp lãnh thổ Đế quốc La Mã. Trong khoảng từ thế kỷ thứ 7 đến thế kỷ thứ 8, Kha-lip Umayyad đã chiếm Syria, Ai Cập, Bắc Phi từ tay Hoàng đế Byzantine và Hispania từ Vương quốc Visigothic. Sau đó, vùng Bắc Phi của Đế quốc Umayyad sụp đổ và thoát khỏi quyền cai trị của đế quốc này. Một loạt các vương quốc Hồi giáo nhỏ được hình thành nên ở đây, trong đó có Nhà Aghlabids, người mà đã tấn công Ý vào thế kỉ thứ 9. Pisa, Genoa, và Thân vương quốc Catalonia lúc này bắt đầu khởi quân tiến đánh các vương quốc Hồi giáo hòng đoạt lấy quyền cai trị những vùng lưu vực Địa Trung Hải, điển hình là chiến dịch tấn công Nhà Mahdia ở Mallorca và Sardinia.

### Tình hình ở châu Âu
Tại rìa phía tây của châu Âu, cũng là rìa phía Tây của lãnh thổ Hồi giáo, công cuộc Reconquista (tiếng Việt: Tái chiếm hoặc Tái chinh phục) ở bán đảo Iberia cũng đang được tiến hành vào thế kỷ 11. Vào thời gian này, ngày càng có nhiều hiệp sĩ đến từ nước ngoài, chủ yếu là từ Pháp, tới đây để giúp sức cho công cuộc tái chinh phục này. Ngay trước khi cuộc Thập tự chinh đầu tiên nổ ra, Giáo hoàng Urban II đã khuyến khích các Cơ Đốc hữu ở đây đánh chiếm lại lãnh địa Tarragona, với lối thuyết giảng sử dụng nhiều các ngôn từ và hình tượng tương tự như khi sau này ngài rao giảng ở châu Âu về cuộc thập tự chinh.
Bản thân vùng trung tâm của Tây Âu cũng đã trở nên tương đối ổn định sau khi Cơ Đốc giáo hoá người Sachsen, Viking và người Hungary vào cuối thế kỷ thứ 10. Tuy nhiên, sự tan rã của Đế quốc Frank đã khiến cho một tầng lớp chiến binh không làm gì khác ngoài việc luôn gây chiến lẫn nhau. Bạo lực giữa họ diễn ra một cách không tiên đoán trước được, và điều đó thường xuyên bị lên án là bởi giáo hội. Để đối phó, phong trào Hòa bình và Đình chiến của Chúa đã được giáo hội khởi động để ngăn cấm chiến tranh vào những ngày nhất định trong năm. Cùng thời gian đó, các Giáo hoàng có tư tưởng cải cách và các Hoàng đế La Mã Thần thánh bước vào giai đoạn xung đột quyền lợi, gây nên vụ tai tiếng về quyền bổ nhiệm giáo sĩ. Các Giáo hoàng, trong đó có bao gồm Gregory VII, sử dụng những lý do thần học để biện hộ cho cuộc chiến của họ với các đảng phái của Hoàng đế La Mã Thần thánh. Dần dà thì việc này cũng được chấp nhận. Hơn thế nữa, việc Giáo hoàng có thể sử dụng quân lính dưới danh nghĩa đại diện cho tôn giáo để gây chiến, không chỉ là chống lại kẻ thù chính trị của ngài mà còn là chống lại người Hồi giáo ở bán đảo Iberia hay gia triều người Thổ Seljuk ở phía Đông.
Phía đông của châu Âu vốn là sân nhà của Đế quốc Byzantine, là nơi phổ biến của Chính thống giáo riêng biệt. Chính thống giáo phương Đông và Giáo hội Công giáo La Mã đã ly giáo khỏi nhau từ năm 1054. Các sử gia cho rằng mong muốn áp đặt quyền lực của nhà thờ La Mã ở phía đông có thể là một trong những mục tiêu của chiến dịch thập tự, mặc dù Urban II, người đã phát động cuộc Thập tự chinh đầu tiên, không bao giờ đề cập đến việc này. Người Thổ Seljuk đã xâm chiếm gần như toàn bộ vùng Tiểu Á sau thất bại của người Byzantine tại trận Manzikert năm 1071, và vào đêm trước Hội đồng Clermont, lãnh thổ trong tầm kiểm soát của Đế quốc Byzantine đã giảm xuống chỉ còn hơn một nửa. Đến thời của Hoàng đế Alexios I Komnenos, lãnh thổ của Đế quốc Byzantine chủ yếu chỉ còn là vùng Balkan ở châu Âu cùng với rìa Tây Bắc của vùng Tiểu Á, và họ phải đối mặt với kẻ thù là người Norman ở phía tây cũng như người Thổ ở phía đông. Để đối phó với sự thất bại ở Manzikert và việc mất đất vùng Tiểu Á, năm 1074, Giáo hoàng Gregory VII đã kêu gọi milites Christi ("lính của Chúa") tới và viện trợ Đế quốc Byzantine. Lời kêu gọi này gần như đã bị phớt lờ và thậm chí còn bị phản đối, tuy nhiên nó cũng tập trung được rất nhiều sự chú ý về phía đông.

### Tình hình ở Trung Đông

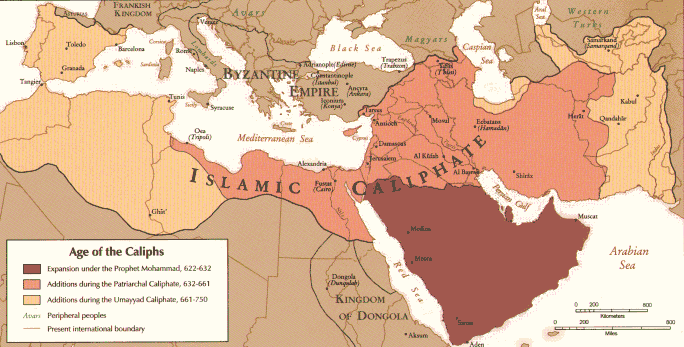
Nhà Omeyyad vào thời điểm rộng lớn nhất

Đất Thánh là nơi cực kỳ quan trọng đối với người Cơ Đốc giáo, vì đây là nơi sinh ra, giảng đạo, bị đóng đinh, và phục sinh của Chúa Giêsu thành Nazareth. Người Cơ Đốc luôn coi Chúa Giêsu như là Đấng Cứu thế hay Messiah. Đến cuối thế kỷ thứ 4, sau khi Hoàng đế La Mã Constantinus cải đạo sang Cơ Đốc giáo (năm 313) và sau đó thành lập Đế quốc Byzantine sau sự phân rẽ của Đế quốc La Mã, Đất Thánh đã trở thành khu vực của đa số tín đồ Cơ Đốc giáo. Các lễ hội tôn giáo được tiến hành vào nhiều dịp kỷ niệm những sự kiện trong cuộc đời của Chúa Giêsu tại các địa điểm quan trọng ở nơi đây.
Jerusalem cũng giữ một ý nghĩa quan trọng trong đạo Hồi. Nó là địa điểm nhà tiên tri Muhammad, người được tin là vị tiên tri quan trọng nhất của Allah, tiến lên thiên đường. Do đó mà Jerusalem được xem như là địa điểm thiêng liêng thứ ba trong số những địa điểm thiêng liêng nhất của tín đồ đạo Hồi. Sự hiện diện của người Hồi giáo tại Đất Thánh bắt đầu với việc người Hồi giáo xâm chiếm Syria vào thế kỷ thứ 7 dưới sự lãnh đạo của các Khalip nhà Rashidun. Chiến thắng của các đội quân Hồi giáo ngày càng tạo sức ép lên Đế quốc Byzantine, vốn tuyên bố khu vực đó thuộc lãnh thổ của họ, sự kiện này cũng bao gồm cuộc tấn công cuối cùng của người Thổ Seljuk. Jerusalem cũng có tầm quan trọng về lịch sử đối với tôn giáo của người Do Thái vì nó là địa điểm của Bức tường Than khóc và phần cuối cùng còn lại của Đền thờ thứ hai. Người Do Thái coi Israel như là quê hương của tổ tiên họ và đã đi thăm thành phố kể từ khi nó bị chiếm đóng bởi người La Mã và bị từ bỏ bởi người Do Thái sau cuộc nổi loạn của họ vào năm 66-73.
Trước cuộc thập tự chinh, Đế quốc Byzantine vẫn phải liên tục chiến đấu với người Seljuk và các triều đại Thổ khác để kiểm soát vùng Tiểu Á và Syria. Người Seljuk, những người theo Hồi giáo dòng Sunni, đã cai trị Đại Đế quốc Seljuk trước đây, nhưng vào thời điểm của cuộc Thập tự chinh đầu tiên, nó đã bị chia cắt thành nhiều tiểu quốc sau cái chết của Malik-Shah I năm 1092.
Malik Shah được kế nhiệm bởi Kilij Arslan I, Sultan của Hồi quốc Rum tại vùng Tiểu Á, và bởi người anh trai Tutush I tại vùng Syria (người này đã chết vào năm 1095). Hai người con trai của ông là Fakhr al-Mulk Radwan đã kế thừa vùng Aleppo và Duqaq vùng Damascus, khiến cho sự chia rẽ giữa các tiểu vương tại vùng Syria ngày càng gia tăng.
Ai Cập và phần lớn Palestine được trị vì bởi các Khalip Nhà Fatimid đến từ Ả Rập theo nhánh Shia. Lãnh thổ vương quốc này đã bị thu giảm một cách đáng kể từ khi có sự hiện diện của người Seljuk. Chiến tranh giữa triều Fatimid và người Seljuk đã gây phiền nhiễu lớn cho các Cơ Đốc hữu tại địa phương và khách hành hương từ phía Tây. Triều đình Fatimid, dưới sự cai trị trên danh nghĩa của quốc vương Hồi giáo al-Musta'li nhưng thực chất được kiểm soát bởi tể tướng al-Afdal Shahanshah, đã mất Jerusalem vào tay người Seljuk vào năm 1073 (một số tài liệu cũ hơn cho rằng năm 1076); Họ đã chiếm lại nó vào năm 1098 từ tay nhà Artuqid, một tiểu bộ tộc Thổ có liên quan tới người Seljuk, ngay trước sự cập bến của thập tự quân Cơ Đốc.

### Diễn biến chính
Sau lời thỉnh cầu viện trợ từ Hoàng đế Alexios I Komnenos gửi đến phương Tây, Giáo hoàng Urban II, tại phiên họp tôn giáo tháng 11 năm 1095 khai diễn ở Clermont phía nam nước Pháp, đã có một bài phát biểu tác động tới các tầng lớp tín đồ Cơ Đốc giáo tại địa phương này. Ông công kích sự bạo hành của người Hồi giáo ở phía Nam đã hung hăng xâm chiếm lãnh thổ của Đế quốc Byzantine, đồng thời ca ngợi những thành tích vinh quang của người Pháp. Không những thế, ông còn kêu gọi các lãnh chúa, kỵ sĩ và tất cả những người nông dân ở đây hãy cầm vũ khí lên đường giải phóng mộ Chúa để cứu lấy thánh địa Jerusalem. Hành động này được ông mệnh danh là cuộc thánh chiến "thập tự giá chống trăng lưỡi liềm"; những ai đáp ứng lời kêu gọi tham gia cuộc thánh chiến này sẽ được "chuộc tội" nếu hi sinh trong chiến đấu và được lên thiên đường.
Hưởng ứng lời kêu gọi này, từ năm 1096 tới năm 1101, ba đợt tiến quân tách biệt đã diễn ra, họ đi qua Constantinople dưới sự chứng kiến của người Byzantine nơi đây. Mùa xuân năm 1096, hơn 6 vạn nông dân phá sản ở đông bắc Pháp và tây Đức tổ chức thành một đội ngũ khổng lồ men theo sông Rhine và sông Danube tiến hề hướng đông và vào đầu mùa hè năm 1096, đợt tiến quân đầu tiên này đã đến được vùng ngoại ô Constantinople. Tình cảnh của đoàn quân nông dân này rất khốn khổ, thiếu thốn lương thực, phải ăn xin dọc đường. Trong đoàn dân quân đói khổ này có cả những phần tử lưu manh đã thừa cơ cướp bóc những nơi họ đi qua. Lời kể lại rằng quân đội này thiếu kỉ luật và thiếu tổ chức cũng như không được trang bị vũ trang đầy đủ. Đây chính là Cuộc viễn chinh của Nhân dân được chỉ huy bởi Peter nhà tu khổ hạnh và Walter Sans Avoir. Tính chất ô hợp, thiếu chỉ huy có kinh nghiệm, thiếu khả năng hậu cần dẫn đến việc họ thường xuyên bị các đội quân địa phương tập kích trên suốt chặng đường, một số đông vì vậy đã chết. Khi đoàn quân ô hợp này tiến đến được vùng Tiểu Á, họ đã bị người Seljuk đánh bại một cách dễ dàng, chỉ còn chừng 3.000 người chạy thoát về được đến Constantinople.
Đến mùa thu cùng năm, một đội kỵ sĩ chừng ba tới bốn vạn người của Pháp, Ý và Đức mở đầu cho cuộc Thập tự chinh thứ nhất xuất phát từ Lorraine, Lyon, Toulouse, chia thành bốn đường tiến quân. Đợt hành quân thứ hai này là một tập hợp của nhiều đạo quân được dẫn đầu bởi các chỉ huy khác nhau. Tổng quân số của đợt này và đợt đầu tiên đạt khoảng 60.000 người. Trong số các tướng lĩnh chỉ huy, có Hugh I, Bá tước Vermandois (và cũng là em trai vua Philip I của nước Pháp) và Raymond IV, Bá tước Toulouse. Khi đội quân tiến vào vùng đất của Đế quốc Byzantine, họ liền ra tay cướp bóc làm cho Hoàng đế nước này sợ hãi. Ông tìm cách mua chuộc hoặc trấn áp, làm cho một số chỉ huy của Thập tự quân bằng lòng phục vụ ông với điều kiện nếu chiếm lại được khu vực nào trước đây từng thuộc Đế quốc thì phải trao lại cho ông ta. Sau đó, Hoàng đế nhiệt tình giúp Thập tự quân nhanh chóng vượt qua eo biển Bosporus. Sau khi Thập tự quân đến vùng Tiểu Á, trước tiên họ bao vây Nicaea. Do sự sắp xếp của Hoàng đế, thành Nicaea nhanh chóng đầu hàng. Trong khi Thập tự quân tiến về xứ Syria thì Đế quốc Byzantine nhân cơ hội đó lấy lại vùng đất của họ trước đây tại phía tây vùng Tiểu Á. Đến năm 1098, những nơi như Edessa và Antioch lần lượt bị Thập tự quân chiếm đóng. Đến ngày 7 tháng 6 năm 1099, với lực lượng hơn 4 vạn người, trong đó có 2 vạn quân tinh nhuệ, Thập tự quân kéo tới chân thành Jerusalem và mãi đến tận ngày 15 tháng 7 cùng năm mới chiếm được Jerusalem, thiết lập nên Vương quốc Jerusalem và những thành bang thập tự quân khác.
Đợi tiến quân cuối cùng, bao gồm quân đội đến từ Lombardy, Pháp, và Bavaria, tới Jerusalem vào đầu mùa hè năm 1101.
Tuy thắng lợi này chỉ tồn tại được chưa đầy 200 năm, cuộc Thập tự chinh thứ nhất đã là một bước quan trọng trong nỗ lực gia tăng quyền lực tôn giáo của phương Tây, đặc biệt là chống lại Hồi giáo. Đây cũng là cuộc thập tự chinh duy nhất thành công trong việc chiếm được thánh địa Jerusalem.

## Hội đồng Clermont

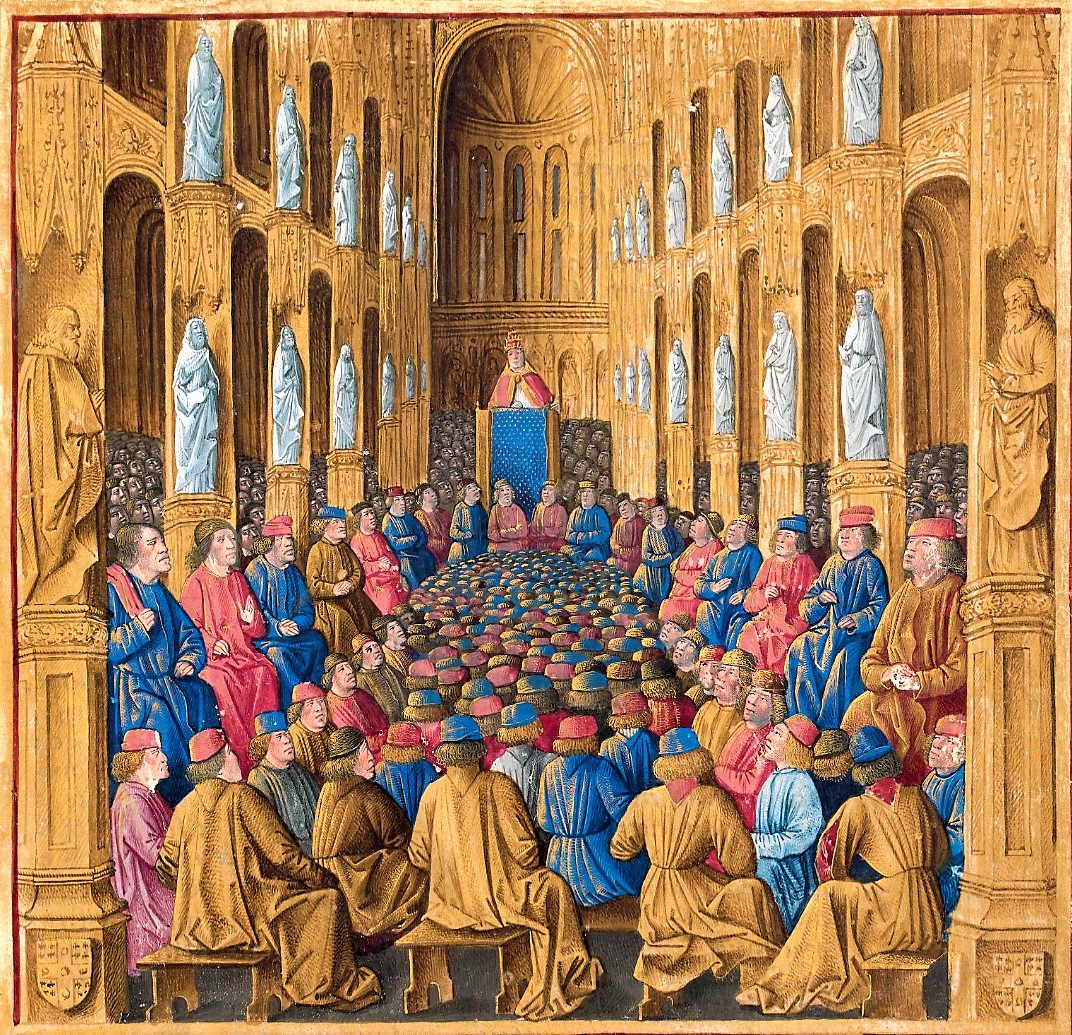
Giáo hoàng Urbanô II tại Hội đồng Clermont. Mô tả từ Livre des Passages d'Outre-mer, khoảng năm 1490 (Thư viện Quốc gia Pháp)

Trong khi các cuộc thập tự chinh đã bắt rễ sâu trong cuộc sống chính trị và xã hội châu Âu thế kỷ XII, sự kiện cuối cùng thực sự gây ra cuộc Thập tự chinh đầu tiên được cho là đề nghị hỗ trợ từ hoàng đế Byzantine Alexios I Komnenos. Alexios đã lo lắng về sự tiến lên của người Seljuk, lúc này họ đã đến tận phía tây Nicaea, cách không xa Constantinopolis. Trong tháng 3 năm 1095, Alexios gửi sứ thần đến Hội đồng Piacenza để yêu cầu Giáo hoàng Urbanô II gửi viện trợ để chống lại người Thổ Nhĩ Kỳ. Giáo hoàng trả lời một cách đầy triển vọng, có lẽ ông hy vọng sẽ hàn gắn sự ly khai lớn trong bốn mươi năm trước đó, và tái thống nhất Giáo hội là ưu tiên của Đức Giáo hoàng bằng cách giúp giáo hội phương Đông vào lúc họ cần giúp đỡ.
Trong tháng 7 năm 1095, Urban hướng về quê hương của ông ở nước Pháp để kêu gọi tuyển người cho các cuộc viễn chinh. Ông đã đi đến đó và dự họp với Hội đồng Clermont trong tháng 11, ở đây theo một số bài phát biểu khác nhau được cho là của ông, ông đã diễn thuyết một bài giảng đầy nhiệt huyết trước đối tượng là một số lượng rất lớn giáo sĩ và các quý tộc Pháp, miêu tả chi tiết về các hành động cực kỳ tàn bạo được cho là đã nhằm vào người hành hương và các Kitô hữu phương Đông. Có năm bản ghi nhớ của bài phát biểu được ghi lại bởi những người có thể đã ở tại Hội đồng hoặc những người đã tham gia vào cuộc thánh chiến, cũng như các phiên bản khác được tìm thấy bởi các sử gia sau này (chẳng hạn như William xứ Malmesbury và William xứ Týros). Tất cả các phiên bản được viết sau khi Jerusalem đã bị chiếm đóng. Vì vậy thật khó để biết những gì đã thực sự được nói và những gì là tái tạo từ kết quả của một cuộc thập tự chinh thành công. Hồ sơ hiện đại chỉ lưu lại một vài chữ cái được viết bởi Đức Giáo hoàng Urbanô trong năm 1095.
Tất cả năm bản ghi nhớ của bài diễn văn này rất khác nhau từ chi tiết tới tổng thể. Tất cả các phiên bản, ngoại trừ trong cuấn Francorum Gesta, đều đồng ý rằng Urban nói chuyện về bạo lực của xã hội châu Âu và sự cần thiết phải duy trì hòa bình Thiên Chúa; Về việc giúp đỡ người Byzantine-Hy Lạp, những người đã yêu cầu để được hỗ trợ; Về những người dị giáo đang tấn công các Kitô hữu ở phía Đông. Và về một cuộc chiến kiểu mới, như các cuộc hành hương có vũ trang và các phần thưởng từ trên trời rơi xuống, nơi sự tha thứ được trao cho bất kỳ người nào phải chết trong các cuộc Thập tự chinh. Đặc biệt là không phải tất cả các phiên bản này đều đề cập đến Jerusalem như là mục tiêu cuối cùng, tuy nhiên, người ta lại lập luận rằng thuyết giảng tiếp theo của Urbanô tiết lộ rằng ông mong đợi rằng tất cả các chuyến viễn chinh cuối cùng sẽ đến được Jerusalem. Theo một phiên bản của bài diễn văn, đám đông đã nhiệt tình đáp lại bằng tiếng hô Deus vult! ("Chúa muốn vậy!"). Tuy nhiên, các phiên bản khác của bài diễn văn lại không bao gồm chi tiết này.

### Chiêu mộ
Từ bài phát biểu của mình, Giáo hoàng Urban đã lên kế hoạch chiêu mộ quân. Ông đã thảo luận về các cuộc thập tự chinh với Adhemar xứ Le Puy và Raymond IV, Bá tước của Toulouse, và ngay lập tức cuộc viễn chinh đã có sự hỗ trợ của hai nhà lãnh đạo quan trọng nhất miền Nam nước Pháp. Bản thân Adhemar đã có mặt tại Hội đồng Clermont và là người đầu tiên "nhận chiếc thập tự". Trong thời gian còn lại của năm 1095 và vào năm 1096, Urban cho thông tin trên toàn nước Pháp và thúc giục các Giám mục và các đại diện của mình thuyết giảng trong giáo phận của họ ở những nơi khác tại Pháp, Đức và Italia. Tuy nhiên, rõ ràng là phản ứng với bài diễn văn là nhiều hơn với ngay cả với dự kiến Đức Giáo hoàng hay Hoàng đế Alexios. Sau ngày ông đi Pháp về, Urbanô đã cố gắng để ngăn cấm một số loại người nhất định (bao gồm cả phụ nữ, tu sĩ, và người bệnh) tham gia vào cuộc thập tự chinh, nhưng thấy rằng điều này gần như là không thể. Cuối cùng, hầu hết những người hưởng ứng lời kêu gọi lại không phải là giới hiệp sĩ, mà là những người nông dân không khá giả và có rất ít các kỹ năng chiến đấu. Thông thường thì sau khi lời rao giảng kết thúc tất cả mọi người đều tình nguyện tham gia một cuộc hành hương đến Nhà thờ Thánh Sepulchre, và họ cũng may một chữ thập chéo vào quần áo của họ.
Như Thomas Asbridge đã viết, "Cũng như chúng ta có thể làm gì khác hơn là ước tính số lượng hàng ngàn người phản ứng một cách nhiệt tình với lý tưởng thập tự chinh", vì vậy với những bằng chứng còn sót lại chúng ta có thể có được một cái nhìn giới hạn về động lực và ý định của họ." Các học giả trước đây cho rằng quân viễn chinh được thúc đẩy bởi sự tham lam, hy vọng tìm được một cuộc sống tốt hơn, thoát ra khỏi nạn đói và chiến tranh đang xảy ra ở Pháp, nhưng ghi chú của Asbridge, "Hình ảnh này là...gây hiểu lầm sâu sắc." Ông lập luận rằng lòng tham không thể là một yếu tố chính vì chi phí là rất cao để đi một chuyến xa nhà, và bởi vì hầu hết tất cả quân viễn chinh cuối cùng đã trở về nhà sau khi hoàn thành cuộc hành hương của họ thay vì cố gắng tạo ra của cải cho bản thân mình trong vùng đất Thánh. Do đó rất khó khăn hoặc không thể đánh giá các động cơ của hàng ngàn người nghèo mà không có các hồ sơ lịch sử, hay ngay cả đối với những hiệp sĩ quan trọng, có những câu chuyện thường được kể lại bởi các thầy tu hoặc giáo sĩ. Vì thế giới thế tục thời trung cổ đã ăn rất sâu vào thế giới tâm linh của giáo hội, rất có thể đạo đức cá nhân là một trong những nhân tố chính cho nhiều Thập tự quân.
Mặc dù sự nhiệt tình là rất phổ biến, tuy nhiên, Urban muốn đảm bảo rằng sẽ có một đội quân các hiệp sĩ, được rút ra từ các tầng lớp quý tộc Pháp. Ngoài Adhemar và Raymond và các nhà lãnh đạo khác, ông tuyển dụng trong năm 1096 bao gồm Bohemond I của Antiochia, một đồng minh ở miền nam Ý của các Giáo hoàng theo phe cải cách; Bohemond cháu trai của Tancred, oàng thân Galilee; Godfrey xứ Bouillon, người đã từng là một đồng minh chống lại cải cách của Hoàng đế La Mã Thần thánh; anh trai của Baldwin I xứ Jerusalem; Hugh I, Bá tước Vermandois, anh trai của Philippe I thông thái của Pháp quốc; Robert Curthose, anh trai của William II của Anh quốc; và Stephen II, Bá tước của Blois cùng với Robert II, Bá tước của Flander. Các đoàn quân viễn chinh đại diện cho miền Bắc và miền Nam nước Pháp, Đức, và miền nam Ý và do đó được chia thành bốn đội quân riêng biệt mà không phải lúc nào cũng luôn luôn hợp tác, mặc dù họ đã được tổ chức lại với nhau bởi mục tiêu cuối cùng của họ.
Động cơ của giới quý tộc phần nào là rõ ràng hơn của những người nông dân, sự tham lam rõ ràng không phải là một yếu tố chính. Người ta thường giả định, ví dụ như Runciman đã nói ở trên, là chỉ các thành viên trẻ tuổi của một gia đình quý tộc tham gia vào cuộc thập tự chinh, để tìm kiếm sự giàu có và các cuộc phiêu lưu ở nơi khác, bởi vì họ không có triển vọng thăng tiến ở quê nhà. Riley-Smith lại chỉ ra rằng lý do không phải luôn luôn là như vậy. Cuộc thập tự chinh này đã được lãnh đạo bởi một số các quý tộc hùng mạnh nhất của Pháp, những người bỏ lại tất cả mọi thứ phía sau, và có cả trường hợp thường thấy là toàn bộ gia đình đã tham gia vào cuộc thập tự chinh với chi phí rất lớn của riêng họ. Ví dụ, Robert xứ Normandy phải cho vay Lãnh đia Công tước xứ Normandy cho em trai của ông, William II của Anh và Godfrey phải bán-thế chấp tài sản của mình cho nhà thờ. Theo nhà viết tiểu sử của Tancred, ông lo lắng về bản chất tội lỗi của hiệp sĩ trong chiến tranh và được kích thích để tìm một lối thoát cho bạo lực ở vùng Đất thánh. Tancred và Bohemond, cũng như Godfrey, Baldwin, và anh trai của mình Eustace III, tước của Boulogne, là những ví dụ về các gia đình quyền quý đã tham gia thập tự chinh cùng với nhau. Riley-Smith lập luận rằng sự nhiệt tình của cuộc thập tự chinh có lẽ dựa trên quan hệ gia đình, vì hầu hết các quân viễn chinh Pháp đã bỏ lại người thân ở xa. Tuy nhiên, ít trong nhất một số trường hợp, động cơ cá nhân đóng vai trò động cơ của Thập tự chinh. Ví dụ, Bohemond đã được thúc đẩy bởi mong muốn chiếm được cho mình một lãnh thổ ở phía đông và trước đó đã chiến đấu chống lại Byzantine để cố gắng đạt được điều này. Cuộc Thập tự chinh cho ông một cơ hội nữa, đó chính là Cuộc vây hãm Antiochia của ông, kết quả là ông ta đã sở hữu của thành phố này và thành lập Lãnh địa Antiochia.

## Thập tự chinh của Nhân dân

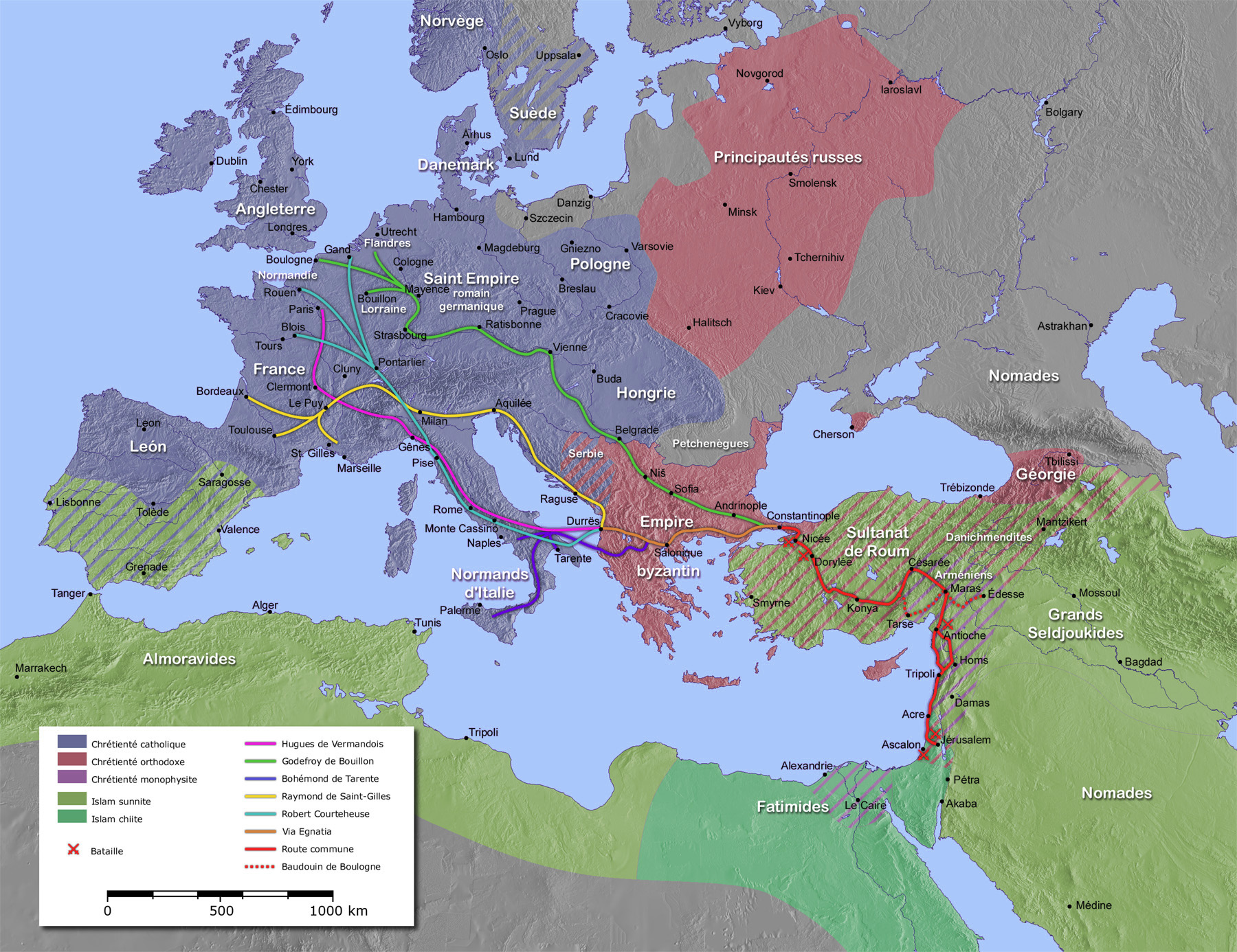
Một bản đồ bằng tiếng Pháp mô tả đường hành quân của các nhà lãnh đạo quân Thập tự.

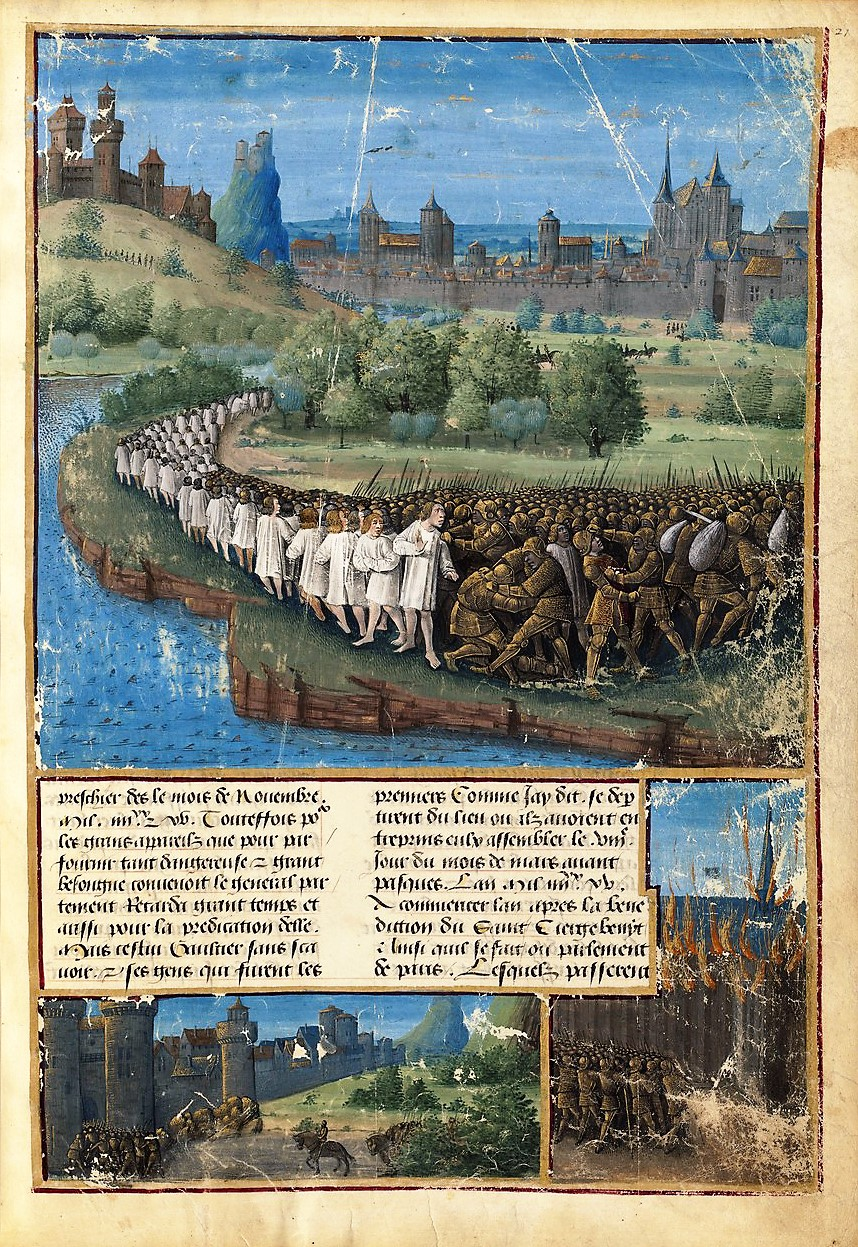
Tranh minh họa của Sébastien Mamerot cho thấy sự thất bại của Cuộc Thập tự chinh Nhân dân

Tuy nhiên đây không phải là lần đầu tiên các nhà Đại quý tộc Pháp và các đội quân hiệp sĩ được đào tạo rất tốt của họ tiến hành các cuộc hành trình hướng về Jerusalem. Giáo hoàng Urban đã lên kế hoạch xuất phát cho cuộc thập tự chinh đầu tiên vào ngày 15 tháng 8 năm 1096, đây là ngày Lễ Đức Mẹ Lên Trời, nhưng nhiều tháng trước sự kiện này, một số đội quân không được tính tới của nông dân và các quý tộc nhỏ đã khởi hành đi Jerusalem vào các ngày của riêng họ, do một linh mục có sức lôi cuốn được gọi là Peter Hermit dẫn đầu. Peter là người thành công nhất trong các nhà truyền giáo khi truyền đạt thông điệp của Giáo hoàng Urbanô và phát triển thành một sự nhiệt tình gần như cuồng loạn giữa các con chiên của ông, mặc dù có lẽ ông này không phải là một truyền giáo "chính thức" được cho phép bởi Giáo hoàng Urbanô tại Clermont. Một thế kỷ sau ông này đã trở thành một nhân vật huyền thoại; William xứ Tyre tin rằng Peter chính là người đã khuấy lên ý tưởng về các cuộc thập tự chinh trong tâm trí của Urbanô. Người ta cho rằng Peter đã dẫn đầu một nhóm lớn gồm các nông dân chưa qua đào tạo quân sự và mù chữ, nhiều người thậm chí không có bất kỳ ý tưởng gì về Jerusalem, nhưng thực sự cũng có nhiều hiệp sĩ trong số các nông dân, bao gồm cả Walter Sans Avoir, người là Trung úy của Peter và dẫn đầu một đội quân riêng.

### Cuộc tấn công vào người Do Thái trong vùng Rheinland
Ở cấp địa phương, các rao giảng về cuộc Thập tự chinh đầu tiên đã châm ngòi cho các bạo lực nhằm vào những Người Do Thái, mà một số sử gia đã coi là "Holocaust đầu tiên". Vào cuối năm 1095 và đầu 1096, vài tháng trước khi cuộc thập tự chinh chính thức xuất phát vào tháng 8, đã có các cuộc tấn công vào các cộng đồng người Do Thái ở Pháp và Đức. Trong tháng 5 năm 1096, Emicho xứ Flonheim (Đôi khi được gọi không chính xác là Emicho xứ Leiningen) đã tấn công người Do Thái tại Speyer và Worms. Các Thập tự quân không chính thức khác từ Schwaben, do Hartmann xứ Dillingen chỉ huy cùng với người Pháp, người Anh, người Lotharingian và tình nguyện viên người Flemish, do Drogo xứ Nesle và William Carpenter chỉ huy, cũng với nhiều người dân địa phương, tham gia cùng với Emicho trong việc tiêu diệt cộng đồng Do Thái xứ Mainz vào cuối tháng. Tại Mainz, một người phụ nữ Do Thái thà tự tay giết chết các con của mình còn hơn là nhìn thấy chúng bị giết chết; vị thủ lĩnh tôn giáo Do Thái, Kalonymus Ben Meshullam, đã tự sát để khỏi bị giết chết.
Sau đó đội quân của Emicho đã tiến vào Cologne và những người khác tiếp tục đi tới Trier, Metz, và các thành phố khác. Ẩn sĩ Peter có thể đã tham gia vào những vụ bạo lực nhằm vào những người Do Thái và một đội quân được dẫn đầu bởi một linh mục tên là Folkmar cũng tiếp tục tấn công vào người Do Thái ở phía đông Bohemia. Cuối cùng đội quân của Emicho tiếp tục tiến vào Hungary nhưng đã bị đánh bại bởi quân đội của Coloman xứ Hungary. Những người đi theo ông ta bị phân tán, một số cuối cùng đã gia nhập đội quân Thập tự chinh chính, mặc dù bản thân Emicho lại đi về nhà.
Nhiều người trong số những kẻ tấn công có vẻ như đã muốn ép buộc người Do Thái phải chuyển đổi đức tin, mặc dù họ cũng thích lấy được tiền từ người Do Thái. Bạo lực đối với người Do Thái chưa bao giờ là một phần của chính sách thập tự chinh chính thức của nhà thờ và các Giám mục Thiên chúa giáo, đặc biệt là Đức Tổng Giám mục Köln, đã làm hết sức mình để bảo vệ người Do Thái. Tuy nhiên, một số người trong số họ cũng nhận tiền để đổi lấy sự bảo vệ của họ. Các cuộc tấn công có thể đã bắt nguồn từ niềm tin rằng người Do Thái và người Hồi giáo đều là kẻ thù của Chúa Kitô và kẻ thù phải bị đánh đuổi hoặc phải chuyển đổi sang Kitô giáo. Godfrey xứ Bouillon đã tống tiền của người Do Thái ở các xứ Köln và Mainz và có rất nhiều các Thập tự quân đã tự hỏi tại sao họ phải đi hàng ngàn dặm để chiến đấu với bọn dị giáo trong khi chúng lại ở ngay gần nhà của họ. Các cuộc tấn công vào người Do Thái đã được chứng kiến Ekkehard xứ Aura và sử gia đương thời là Albert xứ Aix; Giữa các cộng đồng người Do Thái, các nhân chứng đương thời là Người vô danh xứ Mainz, Eliezer ben Nathan và Solomon bar Simson.

## Thập tự chinh của các ông Hoàng

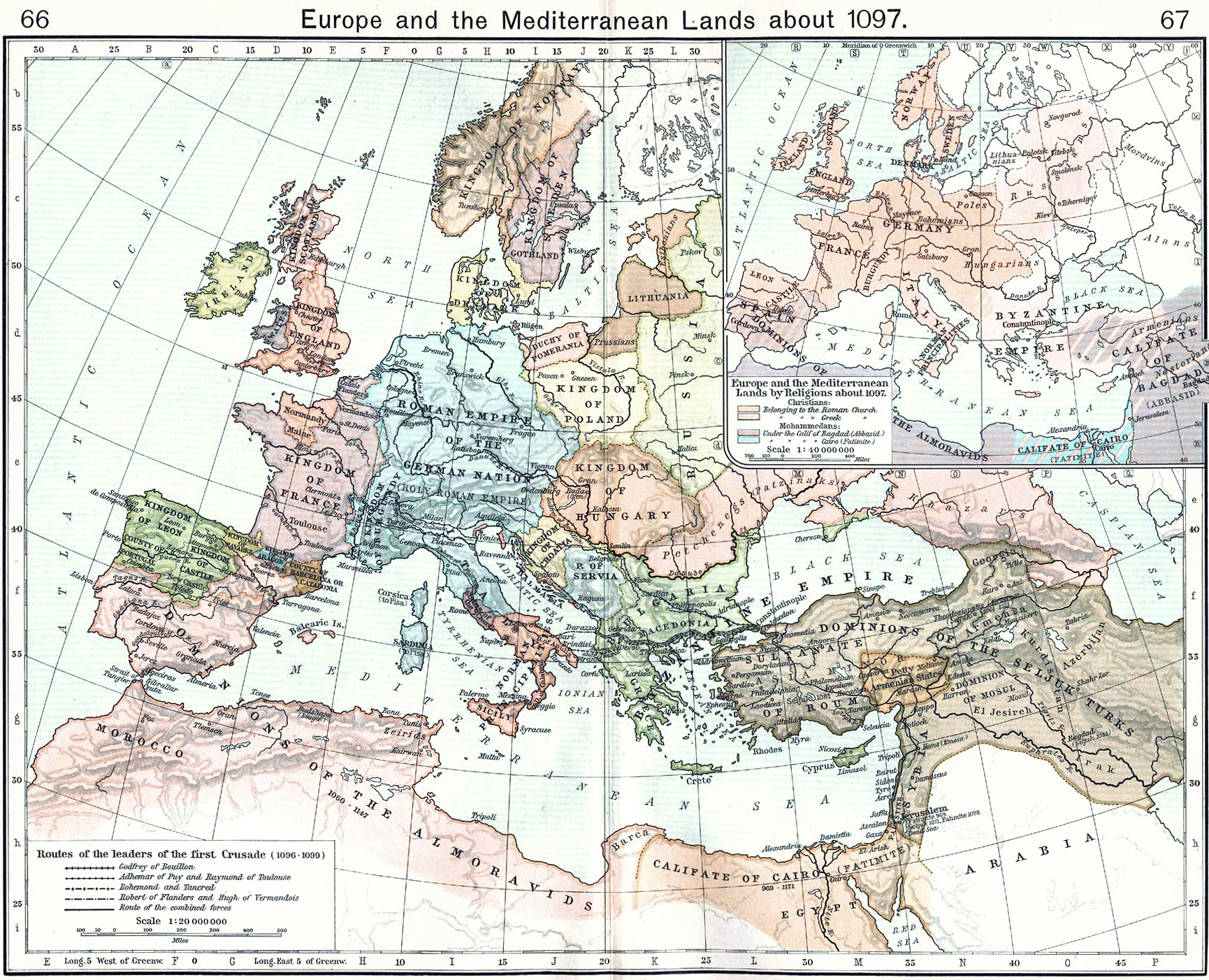
Hướng hành quân của các nhà lãnh đạo Cuộc thập tự chinh thứ nhất

Bốn đội quân thập tự chinh chính rời châu Âu vào thời gian khoảng tháng 8 năm 1096. Họ chọn những con đường khác nhau để đến Constantinopolis và tập hợp bên ngoài bức tường của thành phố vào giữa tháng 11 năm 1096 và tháng 4 năm 1097, Hugh của xứ Vermandois đến đầu tiên, tiếp theo Godfrey, Raymond, và Bohemond. Thời gian này, Hoàng đế Alexios đã chuẩn bị tốt hơn cho quân viễn chinh nên có ít sự cố bạo lực trên đường đi.
Rất khó khăn để ước tính số lượng của toàn bộ các đội quân thập tự chinh, các nhân chứng đã đưa ra các con số rất khác nhau, ngay cả các sử gia hiện đại cũng có các ước tính khác nhau. David Nicolle, nhà sử gia quân sự chuyên nghiên cứu về Thập tự chinh cho rằng các đội quân bao gồm khoảng 30,000-35,000 quân viễn chinh, trong đó có 5.000 kỵ binh. Raymond có một đội quân lớn nhất khoảng 8.500 lính bộ binh và 1.200 kỵ binh.

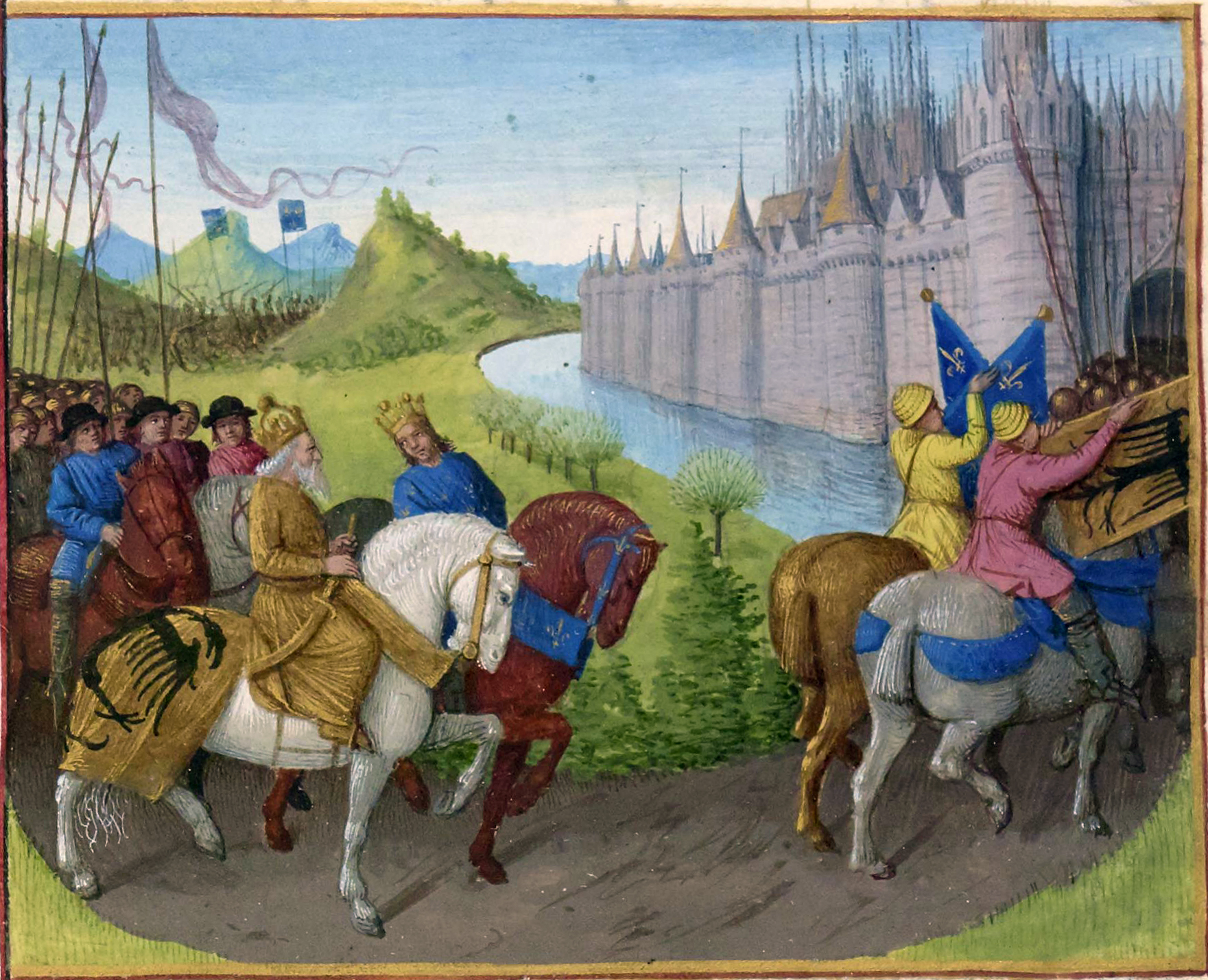
"Thập tự quân đến Constantinopolis", của Jean Fouquet

Các hoàng tử đến được Constantinopolis và chỉ còn lại rất ít đồ quân nhu cũng như thực phẩm và họ cần sự giúp đỡ từ Alexios. Hoàng Đế Alexios được cho là có chút nghi ngờ về sức mạnh của Thập tự quân sau kinh nghiệm của ông với cuộc Thập tự chinh của nhân dân, và cũng bởi vì trong số các hiệp sĩ có kẻ thù cũ người Norman của ông, Bohemond, người đã từng xâm chiếm lãnh thổ Byzantine nhiều lần với cha của ông ta là Robert Guiscard, và có thể thậm chí ông này đã cố gắng để tổ chức tấn công Constantinopolis trong khi đóng trại bên ngoài thành phố.
Các đạo quân viễn chinh có thể đã dự kiến rằng Hoàng đế Alexios sẽ trở thành lãnh đạo của họ, nhưng ông này đã không quan tâm đến việc tham gia cùng với họ và chủ yếu là chỉ quan tâm đến việc vận chuyển họ sang đất Tiểu Á càng nhanh càng tốt. Để đổi lấy thực phẩm và đồ quân nhu, Alexios yêu cầu các chỉ huy Thập tự quân thề lờ̀i thề̀ trung thành với ông và hứa sẽ trả lại cho đế quốc Byzantine bất kỳ vùng đất nào mà họ thu hồi được từ tay người Thổ Nhĩ Kỳ. Godfrey là người đầu tiên chấp nhận những lời tuyên thệ, và gần như tất cả các chỉ huy khác cũng làm theo ông ta, mặc dù họ chỉ làm như vậy sau khi chiến tranh đã gần như bùng nổ ở gần thành phố giữa các công dân và quân viễn chinh, những người chỉ muốn cướp bóc. Chỉ một mình Raymond là tránh lời thề, thay vào đó ông chỉ đơn giản là cam kết rằng sẽ không gây hại cho đế quốc. Trước khi đảm bảo rằng các quân đội khác nhau được chuyển bằng phà qua eo biển Bosporus, Hoàng đế Alexios đưa ra lời khuyên cho các chỉ huy về cách tốt nhất để đối phó với quân Seljuk mà họ sẽ sớm gặp phải.

### Cuộc vây hãm Nicaea

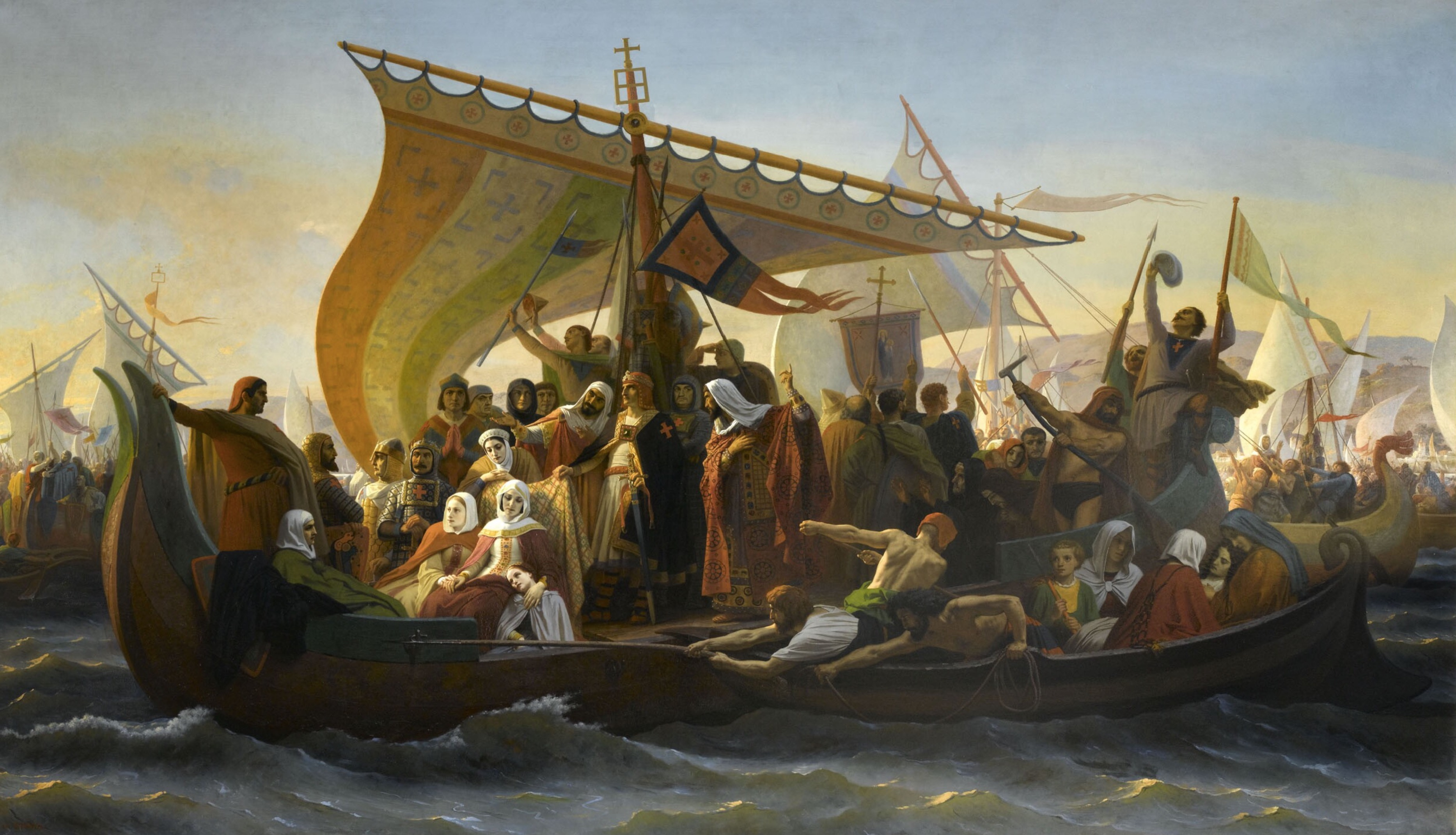
Tranh minh họa thế kỷ 19 miêu tả cảnh quân Thập tự chinh vượt qua eo biển Bosporus trên những con tàu Hy Lạp

Các đội quân thập tự chinh vượt qua eo biển Bosporus và tiến vào Tiểu Á trong nửa đầu năm 1097, nơi họ được gia nhập bởi Peter, một nhà ẩn sĩ và phần còn lại của đội quân nhỏ bé của ông. Ngoài ra, hoàng đế Alexios cũng đã gửi hai trong số các tướng của mình, Manuel Boutoumites và Tatikios, để hỗ trợ các đạo quân viễn chinh. Mục tiêu đầu tiên của chiến dịch là phải chiếm được Nicaea, thành phố vốn nằm trên bờ biển phía đông hồ İznik, thành phố này bị người Thổ Seljuq chiếm từ tay Đế quốc Đông La Mã năm 1081 và trở thành kinh đô của Vương quốc Hồi giáo Rum dưới thời Sultan Kilij Arslan I. Năm 1096 cuộc Thập tự chinh của Nhân dân - giai đoạn đầu tiên của cuộc Thập tự chinh đầu tiên, đã cướp bóc các vùng đất xung quanh thành phố trước khi bị tiêu diệt bởi người Thổ Nhĩ Kỳ. Kết quả là, Sultan Kilij Arslan I lúc đầu cảm thấy rằng làn sóng thứ hai của quân viễn chinh không phải là một mối đe dọa lớn. Do đó ông đã để lại gia đình và ngân khố của mình phía sau, ở tại Nicaea và đi về phía đông để chống lại triều đình Danishmend lúc này đang kiểm soát vùng Melitene. Sau đó, khi quân Thập tự chinh đến nơi, thành phố đã phải trải qua một cuộc bao vây kéo dài, và khi Arslan nhận được tin cấp báo phải gấp rút quay trở về Nicaea và tấn công vào quân thập tự chinh vào ngày 16 tháng 5. Ông đã bị đẩy lùi bởi một lực lượng thập tự chinh hùng mạnh mà ông không ngờ tới, và hai bên đều phải chịu những tổn thất nặng nề trong những trận chiến tiếp theo.

## Nghiên cứu lịch sử

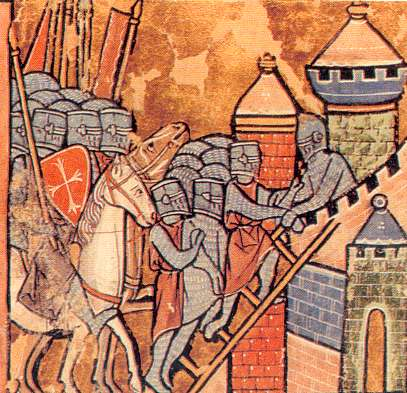
Đánh chiếm Antioch

Bây giờ người ta không thể đánh giá chính xác tại sao cuộc Thập tự chinh đầu tiên lại xảy ra, mặc dù nguyên nhân của nó có thể đã được đề xuất bởi các sử gia. Các biên soạn lịch sử của cuộc thập tự chinh này đã phản ánh nỗ lực của các sử gia khác nhau để hiểu được nguyên nhân gây phức tạp và luận cứ của cuộc Thập tự chinh. Một lý thuyết thời đầu hiện đại, được gọi là "Luận án Erdmann", được phát triển bởi nhà sử gia Đức Carl Erdmann, nó trực tiếp liên kết các cuộc thập tự chinh với các phong trào cải cách ở thế kỷ thứ 11. Lý thuyết này lần đầu tiên tuyên bố rằng "việc chuyển chiến binh đến hỗ trợ phía đông và hỗ trợ cuộc chiến của đế quốc Byzantine là mục tiêu chính của Thập tự chinh, và rằng cuộc chinh phục thành phố Jerusalem là mục tiêu thứ yếu".
Nói chung, các sử gia sau này hoặc có thể tiếp tục Erdmann với mở rộng hơn nữa luận án của ông, hoặc phản đối nó. Một số sử gia, chẳng hạn như Speros Vryonis, đã nhấn mạnh ảnh hưởng của sự gia tăng của Hồi giáo nói chung và đặc biệt là nhấn mạnh về tác động của các đợt tấn công của người Seljuk gần lúc đó. Steven Runciman cho rằng cuộc thập tự chinh đã được thúc đẩy bởi một sự kết hợp của thần học biện minh cho cuộc thánh chiến và một "sự bồn chồn nói chung và mùi vị của các cuộc phiêu lưu", đặc biệt là giữa những người Norman và những "gười con trai trẻ hơn" của giới quý tộc Pháp, những người không còn có cơ hội nào khác. Runciman thậm chí còn ngụ ý rằng không có mối đe dọa ngay lập tức từ thế giới Hồi giáo, ông còn cho rằng "vào giữa thế kỷ 11 rất nhiều Kitô hữu ở Palestina hiếm khi được chở nên dễ chịu như vậy". Tuy nhiên, luận điểm của Runciman mình chỉ giới hạn đến vùng Palestine dưới sự cai quản của triều Fatimid 1029-1073 mà không đề cập đến thời của người Seljuk. Hơn nữa, nguồn này thường được coi là tích cực đối với nhiều Kitô hữu ở Palestina trong thế kỷ thứ 11 sau này được coi là không rõ ràng, vì có rất ít nguồn tài liệu bằng văn bản trong thời kỳ này từ Palestina và hầu như không tồn tại nguồn tư liệu của Kitô giáo phát sinh trực tiếp từ Palestine dưới thời cai trị của người Seljuk. Đối lập với đối liệu của Runciman, và trên cơ sở tài liệu hiện đại của người Do Thái Cairo Geniza, cũng như tài liệu sau này của người Hồi giáo, Moshe Gil cho rằng cuộc chinh phục và chiếm đóng Palestina của người Seljuk (năm 1073-1098) là một giai đoạn "tàn sát và phá hoại, cùng với các khó khăn về kinh tế và tróc rễ dân Thiên chúa giáo". Thật vậy, bản thảo của các nhà văn trước đó như Ignatius của Melitene, Michael xứ Syria đã ghi nhận rằng người Seljuk đã nhắm vào Coele-Syria và bờ biển Palestina để "phá hủy và cướp bóc".
Thomas Asbridge lập luận rằng cuộc Thập tự chinh đầu tiên được Giáo hoàng Urbanô II phát động để cố gắng mở rộng quyền lực của giáo hội và để đoàn tụ giáo hội Công giáo La Mã với Constantinopolis, vốn bị chia rẽ từ sự ly khai từ năm 1054. Tuy nhiên, Asbridge lại đưa ra rất ít bằng chứng từ những bài viết của Giáo hoàng Urbanô để củng cố tuyên bố này. Theo Asbridge, sự lan truyền của Hồi giáo là không quá quan trọng bởi vì "Hồi giáo và Thiên Chúa giáo đã cùng tồn tại một cách cân bằng trong nhiều thế kỷ". Nhưng Asbridge lại không chú ý đến những cuộc chinh phục của người Thổ Nhĩ Kỳ vào phía nam Tiểu Á và Syria trước đó và đã phá vỡ sự cân bằng về quyền lực mong manh nhưng tương đối ổn định mà đế quốc Byzantine đã phần nào phục hồi và dần dần phát triển so với sức mạnh trước đó của đạo Hồi giáo trong suốt thế kỷ 11 và đầu 10. Sau thất bại tại Manzikert trong năm 1071, người Hồi giáo đã chiếm mất một nửa lãnh thổ của đế quốc Byzantine, và các thành phố quan trọng về mặt chiến lược và tôn giáo như Antioch và Nicaea đã thất thủ trước người Hồi giáo chỉ trong thập niên trước khi Hội đồng Piacenza họp mặt. Hơn nữa, các tài liệu về cuộc xâm lược và chinh phục Tiểu Á của Thổ Nhĩ Kỳ được ghi nhận bởi các sử gia Kitô giáo phương Đông như là Ioannes Scylitzes, Michael Attaleiates, Matteos xứ Edessa, Michael xứ Syria và những người khác vốn được tổng hợp bởi Vryonis, dường như mâu thuẫn với hình ảnh mà Asbridge đưa ra đó là sự "chung sống" bình thản giữa thế giới Kitô giáo và Hồi giáo trong nửa sau của thế kỷ thứ 11.
Thomas Madden đại diện cho một quan điểm gần như trái ngược với quan điểm của Asbridge, cho rằng cuộc thập tự chinh chắc chắn liên quan đến cải cách giáo hội và nỗ lực để khẳng định thẩm quyền Giáo hoàng, ông cũng lập luận rằng quan trọng nhất là một cuộc đấu tranh giải phóng các Kitô hữu, những người mà Madden khẳng định, "đã bị đàn áp khốc liệt dưới bàn tay của người Thổ Nhĩ Kỳ". Lập luận này ám chỉ đến nạn bạo lực tương đối gần đó và các cuộc chiến tiếp sau những cuộc chinh phục của người Thổ Nhĩ Kỳ từ những bước tiến của người Hồi giáo. Christopher Tyerman kết hợp cả hai quan điểm đối lập trong luận án của mình, cụ thể là các cuộc Thập tự chinh xuất phát từ các cải cách giáo hội và các lý thuyết của thánh chiến cũng như nó là một phản ứng trong xung đột với thế giới Hồi giáo trên khắp Châu Âu và Trung Đông. Theo nghiên cứu của Jonathan Riley-Smith, nạn mất mùa và dân số quá đông đúc cùng với các phong trào thực dân trước đó đối với các khu vực biên giới của châu Âu cũng góp phần vào cuộc Thập tự chinh.
Ý tưởng cho rằng những cuộc thánh chiến là một phản ứng với người Hồi giáo đã tồn tại từ thế kỷ thứ 12 khi nhà sử gia William xứ Týros, người đã bắt đầu viết cuấn biên niên sử của ông khi thành phố Jerusalem đã thất thủ trước Umar. Mặc dù những cuộc chinh phục đầu tiên của người Hồi giáo đã được thực hiện nhiều thế kỷ trước khi cuộc Thập tự chinh đầu tiên được bắt đầu, các sự kiện gần đó hơn có thể vẫn còn in sâu trong tâm trí của các Kitô hữu châu Âu thời gian đó. Ví dụ, trong năm 1009 Nhà thờ Thánh Sepulchre đã bị phá hủy bởi al-Hakim bi-Amr Allah của Nhà Fatimid; Đức Giáo hoàng Sergius IV được cho là đã kêu gọi một cuộc viễn chinh quân sự để phản ứng lại hành động này, và ở Pháp nhiều cộng đồng người Do Thái thậm chí còn bị tấn công trả đũa mặc dù là bị nhầm đối tượng. Mặc dù Nhà thờ Thánh Sepulchre đã được xây dựng lại sau cái chết của al-Hakim, và các cuộc hành hương đã được nối trở lại, bao gồm cả Cuộc Đại hành hương của người Đức năm 1064-1065, người hành hương vẫn tiếp tục bị tấn công từ người Hồi giáo địa phương. Ngoài ra, hơn nữa gần lúc này người Thổ Nhĩ Kỳ đã xâm nhập vào Tiểu Á và miền bắc Syria và theo các sử gia Kitô giáo phương Đông thì họ đã chắc chắn gieo rắc những tàn phá và người Byzantine đã trình bày lại điều này với Đức Giáo hoàng để thu hút sự trợ giúp của người Kitô hữu ở châu Âu.